# David Xanatos
(La citazione più famosa di David Xanatos rivolto al suo braccio destro Owen Burnett)
David Xanatos è uno dei due antagonisti principali della serie televisiva a cartoni animati Gargoyles - Il risveglio degli eroi realizzata dalla Disney e andata in onda dal 1994 al 1997.
In italiano è doppiato da Nino Prester.

## Caratteristiche del personaggio
(David Xanatos)
Assieme a Demona, uno dei nemici principali della serie, potente uomo d'affari legato alla malavita, subdolo manipolatore, genio scientifico, carismatico ed affascinante businessman, Xanatos è il cattivo più curato e meglio riuscito dello show; considera la vendetta ed il portare rancore superflui ed il solo motivo per cui odia i gargoyle è un puro interesse scientifico e non ha niente a che fare con le loro continue intromissioni nei suoi affari: per lui conta solo il presente e l'attuale ed è un pianificatore talmente abile che anche quando i suoi piani falliscono riesce sempre ad ottenere almeno un vantaggio.
Sua peculiare caratteristica è l'assoluta pacatezza; mantiene sempre un atteggiamento sereno e distaccato; non scomponendosi mai nemmeno di fronte alla morte e non lasciando trapelare la minima emozione.
L'unico sentimento esplicitato dell'uomo è l'ambiguo amore per Volpe e per suo figlio Alexander.
Tra lui e Golia c'è sempre stato un mutuo rispetto; tanto che il gargoyle lo apostrofa come "l'uomo più pericoloso del mondo" e Xanatos a sua volta gli si riferisce come "Il guerriero migliore del mondo".
La prova del reciproco rispetto nato dalle continue battaglie è che Golia è stato scelto come testimone di nozze da Xanatos. I due hanno dimostrato più volte di non avere limiti come alleati e di formare un duo eccezionale ed invincibile.
Con gli altri gargoyle non andrà mai particolarmente d'accordo neanche dopo la, apparente, fine delle loro battaglie e lo stesso si può dire per Elisa Maza, che anche dopo aver seppellito l'ascia di guerra continuerà a provare un certo rancore per l'uomo ed a non fidarsi di lui.
Suo padre Petros lo considera un avido ed un approfittatore ed è disgustato dal poco rispetto che il figlio ha per le cose importanti. La loro spaccatura sembra colmarsi in parte con la nascita di Alex.
Il suo scopo principale è quello di arricchirsi e di ottenere l'immortalità, per lui e anche per la sua famiglia.
È anche in grado di essere riconoscente a chi gli fa un favore, come a Golia che gli ha salvato sua moglie e suo figlio, con cui si è sdebitato, poi, riportando il clan di Manhattan nel suo castello e per seconda cosa ha costruito due corpi di gargoyle cibernetici per accogliere le altre due anime che erano intrappolate nel cyber spazio mentale di Pietra Fredda; tuttavia egli non è altruista e non fa mai niente che gli dia vantaggio e pretende sempre qualcos'altro in cambio da chiunque lui aiuta, in modo che gli possa dare vantaggio nel conseguimento dei suoi loschi obiettivi.
Xanatos si presenta come un uomo alto, distinto ed elegante; con la pelle sempre abbronzata, i lunghi capelli castani raccolti in una coda bassa ed un machiavellico pizzetto che ne evidenzia il freddo sorriso dando alla sua espressione un che d'inquietante colmato dal freddo sguardo.

## Biografia del personaggio

### Infanzia
David Xanatos nasce a Bar Harbor nel Maine, il 1955, figlio di Petros Xanatos, pescatore immigrato dalla Grecia e nazionalizzato americano. La sua ambizione e la sua attitudine a sfruttare le situazioni pongono molti litigi tra lui e il padre; il quale avrebbe voluto che diventasse un uomo onesto ed invece lo vede divenire pian piano un criminale disposto a tutto per arricchirsi.
Nel 1975, ricevette per posta una rarissima moneta del decimo secolo, che vendette per una somma di 20.000 dollari, con questi soldi fondò la Xanatos Enterprise ed in pochi anni divenne uno degli uomini più ricchi del mondo.
Negli anni conobbe Halcyon Renard (proprietario della Cyberbyotics) che divenne suo rivale in affari; Xanatos tuttavia si mostrò molto più abile del rivale, cui sottrasse due elementi preziosi all'interno della sua società: Owen Burnett e Anton Sevarius.
In seguito Xanatos conobbe l'allora poco più che adolescente figlia di Halcyon: Janine Renard (la futura Volpe), tra i due scoccò la scintilla dal primo momento ed oltre a fidanzarsi divennero "soci in affari".
Con gli anni divenne membro della società segreta degli Illuminati.
In seguito Xanatos scoprì la vera identità di Owen; ovvero l'elfo Puck, il quale gli offrì una scelta: un qualsiasi desiderio esaudito dall'elfo oppure averlo al suo fianco come umano e braccio destro per sempre. Xanatos, inaspettatamente, scelse la seconda opzione, nonostante avesse fra le mani la possibilità di ottenere l'agoganta immortalità. Grazie a lui l'uomo iniziò ad interessarsi dell'arcano e della magia.

### Prima serie
Nel 1994, Xanatos entra in possesso del Grimorum Arcanorum e leggendolo scopre la storia dei gargoyles e di come vennero traditi dagli umani del castello Wywern; interessato alle storie che circondano le creature approfondì le sue ricerche fino a trovare il solo gargoyle di quel clan sopravvissuto fino ai giorni nostri: Dèmona; saputa da lei tutta la verità sull'incantesimo ed entrato in società con la creatura per poterli tenere sotto controllo una volta risvegliati.
Difatti Xanatos, compreso come svegliare i gargoyles fece smontare pezzo per pezzo il castello Wyvern e lo fece trasportare sull'Eyrie Building, suo quartier generale. In questo modo la struttura sale al di sopra delle nuvole e, dunque come da termini dell'incantesimo i gargoyle ritornano alla vita.
Inizialmente, anche grazie all'aiuto di Dèmona, riesce a tenere Golia e il suo clan sotto controllo ed a fargli attaccare la compagnia di Halcyon Renard con la scusa di recuperare dei dischetti che l'uomo gli aveva rubato; in realtà i dischetti erano della Cyberbyotics e Xanatos voleva solo appropriarsene.
Grazie alle informazioni nei dischetti ed ai gargoyle visti all'opera l'uomo costruisce il Clan di metallo, dei droidi con le sembianze di gargoyle; e dopo che Elisa Maza ha aperto gli occhi ai veri gargoyle su Xanatos ed essi si ribelleranno a lui e a Dèmona; l'industriale userà i suddetti robot per combatterli; tuttavia si rivelano un fallimento e quando vengono completamente distrutti e Golia furibondo è in procinto di uccidere Xanatos, Elisa lo convincerà a risparmiarlo e, dunque Xanatos sarà arrestato.
Tuttavia i suoi avvocati riusciranno a far sì che gli venga imputato solo il crimine di ricettazione e, dunque la sua condanna sarà di soli sei mesi.
Ritornato al castello assumerà Macbeth per sbarazzarsi dei gargoyles, e li costringerà dunque a lasciare il castello ormai non più sicuro.
In seguito, assistito da Dèmona riporterà in vita Pietrafredda per aizzarlo contro il clan di Manhattan, ma il progetto non andrà a buon fine.

### Seconda serie
Nella seconda serie Xanatos ingannerà il suo pilota privato Derek, portandolo nel giro di intrighi che lo trasforma nel mutato Talon ed in combutta con Sevarius crea un intero clan di esseri umani mutati simil-gargoyles; all'inizio gli obbediscono considerandolo (a torto) la loro unica speranza di tornare umani ma in seguito scoprono che lui è il responsabile della loro mutazione e diventano suoi nemici ed alleati dei gargoyle.
In seguito produrrà un clone di Golia: Ailog il quale, possedendo oltre che le caratteristiche fisiche del gargoyle anche quelle mentali di Xanatos, lo ingannerà riuscendo ad estorcergli 20.000 di dollari ed a fuggire dopo aver inscenato la sua morte.
In seguito farà finalmente la sua proposta di matrimonio a Volpe, regalandole l'Occhio di Odino che trasformerà la donna in un licantropo; tuttavia, grazie all'aiuto dei gargoyles, Xanatos riuscirà a salvare l'amata, la quale accetterà la sua proposta di matrimonio.
Al suo successivo matrimonio, Xanatos inviterà come suoi testimoni di nozze Golia e Dèmona. Quando questa usa il Portale della Fenice tornerà indietro nel tempo assieme alla creatura, a Golia e a sua moglie Volpe, per la precisione nel 975 d.C. quando salverà la principessa Elena da un agguato, ricevendo come ricompensa due monete d'oro; una la spedirà alla società degli illuminati, con l'indicazione di spedirla a Bar Harbor tra 1000 anni (dunque è lui stesso ad essersi spedito la moneta con cui ha fatto fortuna), la seconda la metterà invece in un'altra busta, incaricando gli illuminati di spedirgliela diciannove anni dopo la prima. Nella busta sono inoltre contenute le informazioni sul viaggio nel tempo e su cosa avrebbe dovuto fare e lo Xanatos del presente la riceverà solo poche settimane prima del suo matrimonio.
Si alleerà nuovamente con Golia in seguito all'incantesimo pronunciato da Dèmona per tramutare gli umani di Manhattan in statue durante la notte e grazie all'aiuto dei gargoyles riuscirà a far tornare tutto alla normalità.
La pace è comunque solo temporanea, in quanto nel frattempo continuerà ad attaccare i gargoyles con l'obiettivo di catturarli, mandandogli contro più volte Il Branco o i suoi robot.
In seguito Xanatos diventerà padre di Alexander, figlio suo e di Volpe tuttavia la madre biologica della moglie, Titania e suo marito Oberon, pretenderanno di portare il bambino con loro ad Avalon, in quanto una creatura magica come lui non può crescere sulla Terra senza un'istruzione sull'uso della sua magia. Per salvarlo dalla furia dei signori di Avalon, Xanatos e sua moglie ricorreranno all'aiuto dei gargoyle, del padre Petros e del suocero Halcyon, delle loro forze speciali e dei robot, trovando poi la vittoria con il manifestarsi dei poteri di Volpe e della rivelazione della vera identità di Owen, che diviene tutore magico del bambino su suggerimento dello stesso Golia.
Dopo questo gesto, Xanatos deciderà di offrire la pace a Golia ed il suo clan, permettendogli di ritornare al castello e porre fine alle loro avversità.

### The Goliath Chronicles
Nella terza serie animata (in seguito disconosciuta dall'autore originale Greg Weisman), il mondo intero viene a sapere dell'esistenza dei gargoyles e l'ultimo cacciatore John Castaway fonderà un KKK anti-gargoyles con il consenso del governo; tuttavia le alate creature della notte potranno contare anche sull'aiuto di Xanatos per nascondersi e per cercare di convincere il mondo intero che non sono dei mostri ma che vogliono solo proteggerli.
Proprio grazie a Xanatos le creature alate riescono a restare del tutto al sicuro grazie alla protezione offerta dall'uomo all'interno del suo palazzo e ai suoi agganci alla Casa Bianca che impediscono alle truppe di Castaway di perquisire la sua abitazione ed anche grazie al suo aiuto i gargoyles riusciranno ad essere infine accettati dal mondo intero.

### I fumetti prodotti dalla SLG
La situazione per i gargoyle è ora molto drammatica. Infatti, per colpa dei cacciatori, l'intera umanità conosce l'esistenza delle creature della notte; John Castaway ha diffuso tra la gente l'odio e la paura dei gargoyle e ha fondato la squadra anti-gargoyle. L'unica persona cui il clan di Manhattan può contare è Xanatos; egli ha deciso di ospitare i gargoyle nel suo castello per sdebitarsi con loro dopo che essi lo avevano aiutato a salvare suo figlio dalla furia di Oberon, garantendo a loro protezione da Castaway. Ma conoscendolo ormai molto bene, questo non significa che le creature della notte si fidino completamente di lui e anzi, sicuramente approfitterà della situazione per obbligare loro a lavorare per lui.
Intanto l'organizzazione degli Illuminati chiama Xanatos a Washington, alla Casa Bianca per assegnargli la sua prima missione come membro dell'organizzazione: andare a Londra, prendere la Pietra del Destino e portarla a Washington. Xanatos quindi si prepara per questa missione: fa chiamare Freddoacciaio e fa costruire un nuovo prototipo di Coyote ed ordina poi a loro di fare da 'guardie del corpo' per questa missione, con loro partiranno anche il clan di gargoyle di metallo. Vengono con lui anche con sua moglie Volpe e il figlio Alex; intanto Xanatos ha architettato un piano extra per questa missione: prendere la pietra per sé e dare un falso agli Illuminati. Nella partita però sono coinvolti altri personaggi: Macbeth con Re Artù e i gargoyle di Londra insieme ad Hudson e Lexington, intenzionati a portare la pietra del destino in Scozia. Mentre Xanatos andrà alla ricerca della pietra, infurierà una battaglia tra Macbeth, Artù, i gargolye di Londra, Hudson e Lexington contro Freddoacciaio e Coyote insieme al clan di metallo a Westminster Abbey; quasi alla fine interverranno anche Pietrafredda e Fuocofreddo. La battaglia continuerà fino alla mattina dopo, proprio dopo il sorgere del sole, ma Pietrafredda e Fuocofreddo avranno la meglio distruggendo Coyote e il clan dei robot e costringendo Freddoacciao alla ritirata, che porterà quel che resta di Coyote (incluso il diamante magico che era racchiuso dentro il robot) a Xanatos. Intanto alla fine Xanatos riuscirà nel suo intento, dopo aver piazzato a Coldstream Bridge una bomba come principale distrazione, ma lo Spirito del Destino, uscendo dalla pietra gli parlerà dicendogli che non potrà conseguire nel suo obiettivo poiché non si farà mai possedere da nessuno. Xanatos quindi, appreso ciò, decide portare la Pietra del Destino negli Stati Uniti e consegnarla quindi agli Illuminati.
In futuro Xanatos vorrà diventare amico dei nuovi Olimpici, dopo che avranno deciso il giorno giusto per rivelare la loro presenza all'umanità; il motivo di questa decisione da parte di Xanatos sarà per "affari".

## Poteri e abilità
Xanatos è un uomo dai nervi molto saldi e dalla mente lucida in ogni situazione, la sua abilità principale è proprio saper mantenere il sangue freddo in ogni circostanza senza mai scomporsi troppo e riuscire ad avere sempre un piano di riserva qualunque situazione o inconveniente si presenti, inoltre sa "recitare" molto bene. Xanatos ha una capacità incredibile di calcolo delle variabili, la quale gli permette di prevenire i risultati delle circostanze con un anticipo di giorni.
Xanatos è un uomo d'affari impeccabile, capace di far fruttare qualunque sua impresa; inoltre riesce sempre ad ottenere l'oggetto del suo desiderio.
Xanatos è anche estremamente astuto, tanto da riuscire a far cadere in trappola chiunque con una facilità mostruosa, maestro di controllo; tra le sue vittime più illustri troviamo anche Golia e Talon, nonché spesso anche Il Branco ed Elisa Maza, vittime mietute da ciò che lo rende l'uomo più intelligente del mondo.
Xanatos è un genio della scienza, della meccanica, dell'informatica e della robotica ed è riuscito a creare i primi droidi, una serie di tute da combattimento dotate di armi dalle capacità strabilianti e perfino a clonare un gargoyle.
Xanatos è capace di usare una quantità imprecisata di armi da fuoco, nonché di armi laser ma come si è visto più volte è capace di destreggiarsi anche con spade e bastoni, nonché con oggetti semplici e di uso quotidiano riadattati ad armi per l'occasione o a causa delle circostanze del terreno.
Altra abilità di Xanatos è la straordinaria dote di combattimento; dovuta probabilmente al fatto che usi molto di più del comune potenziale di un essere umano; è esperto di arti marziali, boxe, atletica e lotta greco romana ed è l'unico essere umano capace di combattere contro un gargoyle quasi ad armi pari; è di gran lunga superiore a qualunque membro del clan di Golia ed è il solo uomo a poter affrontare il gargoyle senza correre rischi o dover usare trucchi.
Inoltre spesso Xanatos indossa una corazza speciale a forma di gargoyle, quasi identica per forma e mezzi ai droidi da lui creati (unica differenza è il colore rosso, mentre i droidi hanno una corazza prevalentemente nera), che amplifica la sua forza fino a permettergli di combattere ad armi pari con le suddette creature.

## Curiosità
- Nella serie non canonica "The Goliath Chronicles", Xanatos perde quelle caratteristiche psicologiche complesse e ambigue che lui aveva nelle prime due stagioni, lasciando da una parte anche i suoi obiettivi di ricchezza e immortalità. Nel seguito canonico a fumetti della SLG, grazie al lavoro del coproduttore delle prime due stagioni Greg Weisman, Xanatos ritorna ad essere il personaggio ambiguo e complesso di prima e continua a perseguire i suoi loschi piani.